# میگل یکم
میگل یکم (به پرتغالی: Miguel I) معروف به مستبد (به پرتغالی: o Absolutista)، سنت‌گرا (به پرتغالی: o Tradicionalista) و غاصب (به پرتغالی: o Usurpador) پادشاه پرتغال میان سال‌های ۱۸۲۸ تا ۱۸۳۴ بود. میگل هفتمین فرزند ژواو ششم بود.
میگل پس از حادثهٔ معروف به شورش آوریل و حمایتش از پادشاهی مطلقه در تبعید به سر می‌برد. سپس برای به عهده گرفتن نایب‌السلطنگی ماریای دوم به پرتغال فراخوانده شد. ولی در این مقام او ادعای پادشاهی کرد و کوشید تا قوانین مطلقهٔ گذشته را احیا کند. کشور دچار جنگی داخلی شد و میگل تاج و تخت را از دست داست و ۳۲ سال باقی‌ماندهٔ عمرش را در تبعید گذراند.